# Leucania sanguinis
Leucania sanguinis är en fjärilsart som beskrevs av Emilio Berio 1962. Leucania sanguinis ingår i släktet Leucania och familjen nattflyn. Inga underarter finns listade i Catalogue of Life.